# 水龍剣
水龍剣（すいりゅうけん）は、奈良時代（8世紀）に刀身が作られたとされる日本刀（直刀）である。刀身は日本の重要文化財に指定されており、国立文化財機構が所有し、東京都台東区にある東京国立博物館に収蔵されている。「水龍剣」の号は明治6年（1873年）に加納夏雄が製作した拵え（外装）に基づくもので、東京国立博物館は「直刀 無銘（号 水龍剣） 附 梨地水龍瑞雲文宝剣」と呼称している。ただし、拵えそのものは重要文化財への附（付属物）としても指定されていない。明治天皇の愛刀として知られる。

## 伝来
この直刀は奈良正倉院北倉に刀身だけが所蔵されていたもので、『東大寺献物帳』には記載されていない。一説によれば聖武天皇の佩剣と伝えられる。
明治5年（1872年）に行われた正倉院宝物修理の際、宝物を鑑賞した明治天皇がこの直刀を気に入り、手元に留めた。刀剣愛好家でもあった明治天皇は、当代随一の彫金家として知られた加納夏雄に拵え（外装）「梨地水龍瑞雲文宝剣」を制作させ、明治6年（1873年）に完成し、明治天皇が佩用した。「水龍剣」の号は、この水龍文金具の拵えによるものである。
太平洋戦争が終結し日本国憲法による新体制が発足すると、皇室財産は国に属するものとされ、刀剣類の一部は御物（皇室私有品）に留まったが、水龍剣は他の幾つかの刀剣類と共に昭和22年（1947年）、国立博物館（現・東京国立博物館）に移管された。以後は同博物館に所蔵され、昭和32年（1957年）6月18日に「直刀無銘
」として重要文化財指定を受けた。

## 刀身・外装
「剣」と号されているが、両刃の剣ではなく、片刃の直刀である。刃長62.1センチ、切刃造、角棟の刀身はわずかに内反りがあるが当初からあったものではなく明治時代の再刃の際に反ったものである。地鉄は板目肌が流れごころに肌立つ。刃文は直刃（すぐは）で匂口うるみ、小沸つき、元で焼き落とす。
拵えの全長は80.2センチ、金具は金製で、瑞雲に双龍、鍔は赤銅地で、表が波文、裏が瑞雲文、鞘は瑞雲文の梨地高蒔絵である。太刀形式の二組の足金物を持つが、二つの金物が間隔を置かずに並べて配された独特の様式である。